# 棕櫚鳳頭鸚鵡
，是鸚形目凤头鹦鹉科下的一种鸚鵡。這個物種于1788年由约翰·弗里德里希·格梅林描述，主要分布於新幾內亞與鄰近島嶼，以及澳大利亚的約克角半島，被IUCN列为无危物种。被認為是重量最大的鸚鵡。

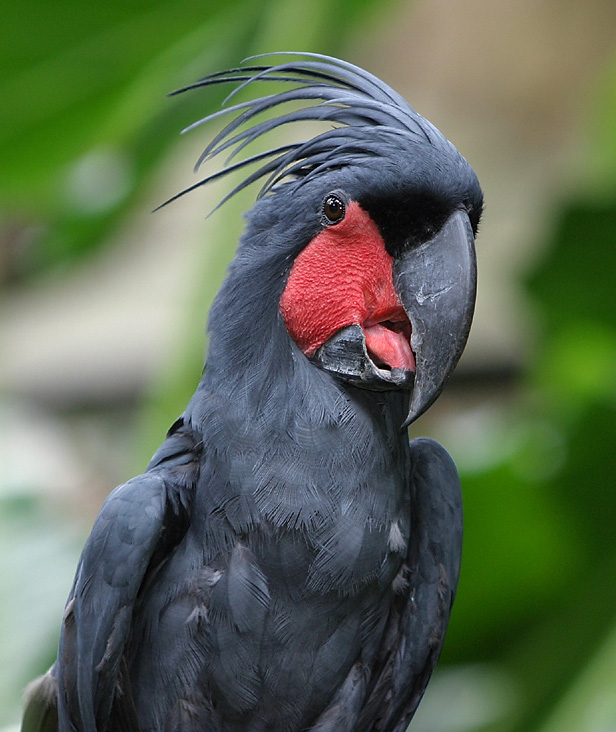
棕櫚鳳頭鸚鵡的上半身

該物種體長介於51—64公分，體重平均約841.0公克，鳥喙寬平均約27.6公釐、深平均約84.4公釐、嘴峰長平均約90.9公釐；翼長平均約344.2公釐；跗蹠約29.5公釐；尾長約229.2公釐。
棕櫚鳳頭鸚鵡是較為大型的鸚鵡，全身主要為黑色，有著明顯的紅色臉頰、冠羽及巨大的鳥喙，在尾部則沒有特殊花樣。其臉頰的興奮或緊張時顏色可能會變深。雌雄相似，幼鳥在下半身會有額外的黃色花紋。這些特徵使其較難與其他物種搞混，红尾黑凤头鹦鹉雖然與其相似但尾部有額外花紋；而彼斯奎氏鸚鵡則有明顯的紅腹且沒有冠羽。
在澳洲國立大學的研究中發現，棕櫚鳳頭鸚鵡是少數被發現會利用工具的鳥類之一，並是唯一一種會利用工具製造音樂的鳥類。
目前其物種狀態被列為無危，但其族群數量被認為受到環境開發的影響正在下降。在《瀕危野生動植物種國際貿易公約》中牠們被列為附錄一的物種。

## 外部連結
- 维基共享资源上的相關多媒體資源：棕櫚鳳頭鸚鵡
- 維基物種上的相關：棕櫚鳳頭鸚鵡